# Біловус
Білову́с, мичка (Nardus) — монотипний рід травя'нистих рослин родини злаків (Poaceae). Утворює монотипну трибу біловусові (Nardeae) в підродині мітлицевидні (Pooideae). Включає єдиний вид — біловус стиснений (Nardus strícta).

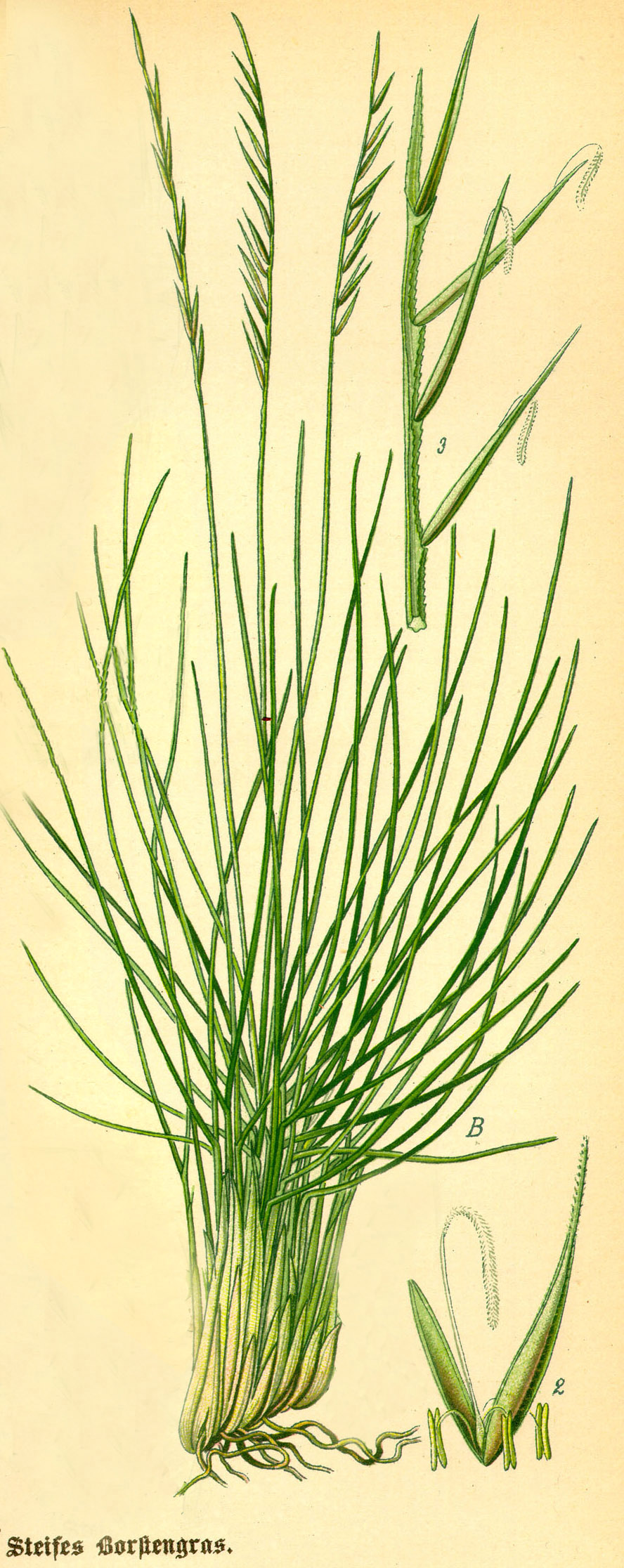
Біловус стиснений

Біловус стиснений (Nardus stricta) — багаторічна трав'яниста рослина з повзучим кореневищем, вузькими щетиноподібними листками і тонким однобічним колосом. Це злак низької кормової якості. На луках він утворює густі дернини, витісняючи цінніші кормові рослини в умовах посиленого пасовищного навантаження. Його поширення викликає заболочування лук.

## Назва
Назва роду походить від дав.-гр. νάρδος — назви ароматичної рослини, яку застосовували при бальзамуванні. Ніякого стосунку до сучасного роду біловус ця рослина не має, але Карл Лінней виділив назву цієї рослини Nardus для позначення роду. Подібна ситуація була досить звичайною для номенклатури XVIII—XIX століть, коли багато назв древніх авторів довільно переходили на сучасні види. Видова назва strícta у перекладі з латини означає «стирчаста». Українську ботанічну назву «біловус» рослина отримала за білястий колір торішнього листя. Діалектна назва — «мичка».

## Ботанічний опис
Щільнодернинний багаторічний злак. Стебло 15-30 см заввишки.
Листя довжиною 5-15 см і шириною 0,5-1,5 см, голі, щетиноподібні, сіро-зелені. Дернинки часто однобічно витягнуті, мають завжди дуже характерну будову: в нижній частині їх знаходяться численні, вертикально стоячі, притиснуті один до одного основами, пагони, що утворюють як би «гребінку», а потім, приблизно на одному і тому ж рівні, — листки, що прямо стирчать і різко відгинаються в різні боки. Язичок гострий(?), витягнутий, довжиною близько 3 мм.
Суцвіття — справжній колос довжиною 3-6 см і шириною 7-10 мм, плоский, односторонній, гребнеподібний, з довгими і вузькими, шилоподібно загостреними одноквітковими волосками.
Цвіте в червні, плодоносить в липні — серпні.

## Розповсюдження та екологія
Поширений майже по всій Європі (зокрема в Україні), Малій Азії, Північній Африці, Гренландії і Пн. Америці, куди можливо занесений.
В Україні поширений на Поліссі, в Карпатах, зрідка в Лісостепу.
Росте на суходільних луках, на пустирях, в лісах. Зустрічається при дуже різній вологості — від досить сухих середовищ до перезволожених. Світлолюбний. Розмножується і поширюється насінням.
Рослинні угруповання біловуса (біловусники) часто являють собою останню стадію пасовищної дигресії, коли за нею йде вже збій. Також має здатність поселятися на сильно деградованих випасанням худоби ґрунтах. Сама рослина для випасання худоби не надто надається.